# 五節芒
五節芒（Miscanthus floridulus）又名菅蓁、芒草、菅芒花，是台灣及香港常見的多年生草本植物。
葉背綠色，葉下無白粉，葉緣有鋸齒容易割傷皮膚。雌雄同株，可高達4公尺。花期4至7月，花初期為淡黃色、成熟時呈黃褐色，圓錐花序，小穗長2至4公釐。果實呈橢圓狀。
零星分佈在台灣陽明山。古時台灣賽夏族使用於矮靈祭場裡，鋪設在祭場中以驅邪求平安。莖部嫩心可作食用，亦是台灣早期重要的建築材料，葉柄可編織成屋牆，芒葉能鋪蓋屋頂。

## 外部連結
- 五節芒（页面存档备份，存于）
- 菅芒浪白